# Магакьян, Иван Георгиевич
Ива́н Гео́ргиевич Магакья́н (арм. Հովհաննես Գևորգի Մաղաքյան; 1914—1982) — армянский советский геолог, один из основателей науки о металлогении.
Академик АН Армянской ССР (1948), доктор геолого-минералогических наук (1948), профессор (1949).
Лауреат Сталинской премии второй степени (1950), Государственной премии Армянской ССР (1976). Заслуженный деятель науки и техники Армянской ССР (1961), заслуженный геолог Армянской ССР.
Основные труды Ивана Георгиевича Магакьяна относятся к металлогении рудных месторождений и рудных формаций, геохимии и минералогии, закономерностям размещения полезных ископаемых.

## Биография

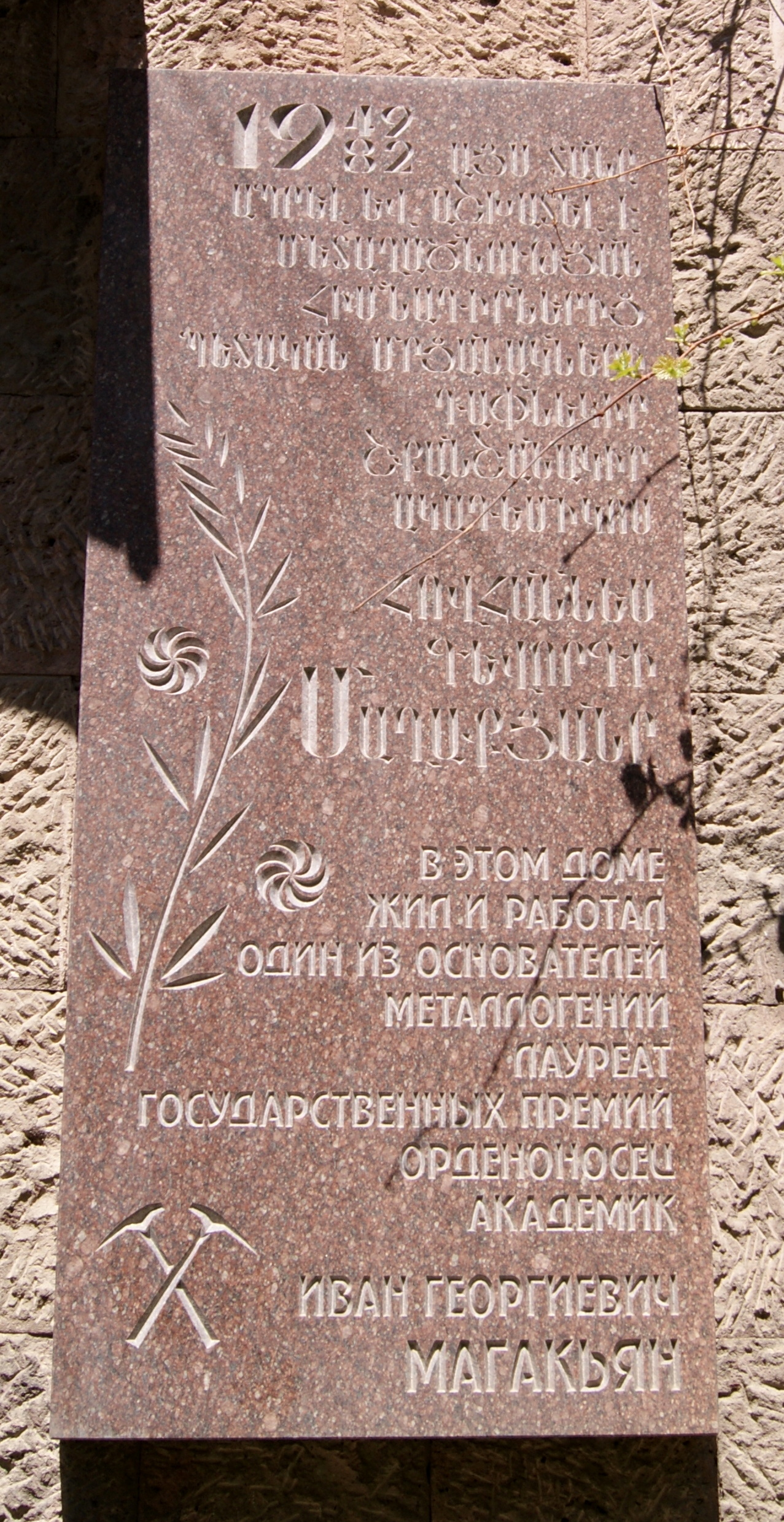
Мемориальная доска на доме в Ереване, где жил Магакьян в 1949—1982 годах (проспект Маршала Баграмяна, 22)

Иван Георгиевич Магакьян родился 24 марта (6 апреля) 1914 года в Тифлисе, в семье известного детского врача Георгия Магакьяна.
В 1920 году поступил в армянскую частную школу С. Д. Лисициана, но в 1924 году в связи с закрытием школы перевёлся в русскую школу, которую закончил в 1930 году. В том же году поступил на геологоразведочный факультет Закавказского горно-металлургического института, в 1932 году перевёлся на геологоразведочный факультет Ленинградского горного института, который окончил с отличием в 1935 году.
В 1934—1940 годах Магакьян работал в Таджикско-Памирской экспедиции АН СССР прорабом, затем геологом, начальником партий. В 1937—1940 годах был аспирантом и ассистентом кафедры месторождений полезный ископаемых ЛГИ. Материалы Таджикско-Памирской экспедиции легли в
основу кандидатской диссертации Магакьяна на тему «Металлоносность скановых зон Зеравшано-Гиссарской горной области», которую он защитил в 1940 году. В том же году получил должность доцента кафедры полезных ископаемых ЛГИ.
В октябре 1940 года Иван Георгиевич Магакьян был призван в ряды РККА. Он участвовал в боях на Южном фронте Великой Отечественной войны с июня 1941 года в звании воентехника 2-го ранга. Был командиром сапёрного взвода 1605-го отдельного сапёрного батальона 26-й сапёрной бригады Южного фронта. 25 мая 1942 года под хутором Барабаново Ростовской области в обороне получил тяжёлое осколочное ранение в поясничную область.
С 1942 года перешёл на работу в Институт геологических наук АН Армянской ССР, где в 1942—1947 годах возглавлял отдел полезных ископаемых. В 1946—1961 годах был заместителем директора института, в 1963—1966 годах — директором. По инициативе Ивана Георгиевича Магакьяна в институте была организована специальная экспедиция, которая начала целенаправленные исследования в области геологии рудных месторождений и металлогении Армении.
В 1948 году, под руководством академика АН СССР А. Н. Заварицкого Магакьян защитил диссертацию на соискание учёной степени доктора геолого-минералогических наук, на тему «Металлогения Армянской ССР», а в 1949 году получил учёное звание профессора.
В 1948 году Магакьян был избран действительным членом АН Армянской ССР.
В 1949—1962 годах был профессором Ленинградского горного института, в 1950—1982 годах преподавал в Ереванском государственном университете (с 1956 года — профессор). В 1953 году Магакьян был избран председателем Армянского отделения Всесоюзного минералогического общества, а в 1971 году — почётным членом Всесоюзного минералогического общества. В 1956—1957 годах был редактором журнала «Известия АН Армянской ССР. Науки о Земле». В 1957—1982 годах был членом президиума АН Армянской ССР. В 1967 году Магакьян был избран председателем организации правления общества «Знание» АН Армянской ССР.
В 1957—1963 годах Иван Георгиевич Магакьян был академиком-секретарём отделения технических наук АН Армянской ССР, в 1963—1982 годах — академиком-секретарём отделения наук о Земле АН Армянской ССР. На этой должности Магакьян проводил большую и плодотворную научно-организационную работу, координировал геологические исследования на территории Армении, возглавлял различные отраслевые комиссии, консультировал геологические производственные организации.
Иван Георгиевич Магакьян — делегат XXI сессии Международного геологического конгресса в Копенгагене (1960), делегат XXIII сессии Международного геологического конгресса в Праге (1968), делегат XXIV сессии Международного геологического конгресса в Монреале, участник IX конгресса Карпато-Балаканской геологической ассоциации в Будапеште и участник X конгресса Карпато-Балаканской геологической ассоциации в Братиславе. Выступал с докладами на симпозиумах Международной ассоциации по генезису рудных месторождений: в 1968 году в Сент-Андрусе (Шотландия) и в 1970 году в Токио и Киото (Япония).
Депутат Верховного Совета Армянской ССР V созыва, член Центральной избирательной комиссии по выборам в Верховный Совет СССР Верховного Совета Армянской ССР.
Иван Георгиевич Магакьян скончался 14 февраля 1982 года в Ереване. Похоронен в Ереванском городском пантеоне.

## Научная деятельность
С первых дней работы в Армении под научным руководством Ивана Георгиевича Магакьяна были начаты региональные металлогенические исследования и составлены металлогенические карты Малого Кавказа и Армянской ССР с прогнозной оценкой перспективных площадей. Помимо глубокого научного значения установленные им закономерности позволили обосновать и открыть ряд новых месторождений и рудопроявлений цветных и редких металлов.
Иван Георгиевич Магакьян является автором 12 монографий и учебных пособий для вузов, более 150 научных статей.
В своей первой монографии, изданной в 1947 году, Магакьян изложил отдельные типы колчеданных руд северной части Армянской ССР и выделил единый для северных дуг Малого Кавказа тип оруденения, названный «алавердским». Этот тип оруденения, рассматривается им как вариация общемирового типа медистых колчеданных залежей, сформировавшихся на небольшой глубине и при невысокой температуре.
Принципы металлогенического анализа и картирования, вопросы металлогении платформ и складчатых зон, а также металлогении отдельных металлов получают широкое развитие в последующих трудах Магакьяна.
Обобщениe разнотипного фактического материала в монографии «Типы рудных провинций и рудных формаций СССР» позволило Магакьяну впервые по набору рудных формаций выделить на территории СССР пять типов рудных провинций, дать краткую характеристику выделенных им 48 главнейших рудных формаций с указанием районов их развития, описанием типовых месторождений, данными о генезисе, генетических связях с магматизмом и формациями другого состава.
В монографии Магакьяна «Металлогения» были рассмотрены основные закономерности размещения металлических полезных ископаемых в земной коре, приведены характеристики главных типов металлогенических структур, в том числе 14-ти складчатых подвижных поясов, характеризующихся определённым набором магматических и рудных формаций. На основании анализа большого фактического материала, а также личного опыта составления металлогенических и прогнозно-металлогенических карт различного масштаба он выдвинул новые предложения по методике составления прогнозно-металлогенических карт.
- Магакьян И. Г. Рудные месторождения. — М.: Госгеолтехиздат, 1955. — 333 с.
- Магакьян И. Г. Основы металлогении материков. — Ереван: изд-во АН Армянской ССР, 1959. — 280 с.
- Магакьян И. Г. Типы рудных провинций и рудных формаций СССР. — М., 1969.
- Магакьян И. Г. Редкие, рассеянные и редкоземельные элементы. — Ереван, 1971.
- Магакьян И. Г. Металлогения. — М.: Недра, 1974. — 304 с.

## Награды и премии
- Сталинская премия второй степени (1950) — за открытие и геологические исследования месторождений полезных ископаемых[16].
- Государственная премия Армянской ССР (1976) —  за минералого-геохимические исследования руд Армянской ССР[16].
- Два ордена Трудового Красного Знамени (1968, 1971)[7].
- Орден Красной Звезды (1947)[6].
- Орден «Знак Почёта» (1951)[7].
- Медаль «За оборону Кавказа» (1945)[7].
- Медаль «За победу над Германией в Великой Отечественной войне» (1946)[7].
- Медаль «За доблестный труд в Великой Отечественной войне» (1946)[7].
- Медаль «В ознаменование 100-летия со дня рождения Владимира Ильича Ленина» (1970)[7].
- Медаль С. И. Вавилова Всесоюзного общества «Знание» (1972) — за пропаганду и популяризацию геологических наук[7].
- Заслуженный деятель науки и техники Армянской ССР (1961)[1].
- Заслуженный геолог Армянской ССР[1].